# Frigil cellagroc
El frigil cellagroc (Melanodera xanthogramma) és un ocell de la família dels tràupids (Thraupidae).

## Hàbitat i distribució
habita zones amb pedres i arbusts de les terres baixes al centre i sud de Xile i sud de l'Argentina, cap al sud fins a la Terra del Foc i Cap d'Hornos.